# BT饋電方式
BT饋電方式（ビーティーきでんほうしき、英語: BT-Feeding system）とは、交流電化された電気鉄道で、通信回線への誘導障害を抑制して鉄道車両に電気を送る方式の1つであり、
日本では開業当初の東海道新幹線をはじめ、日本国有鉄道（国鉄）の交流電化区間で広く使われたが、後に、より利点が多いAT饋電方式が替わって導入されて、新幹線ではAT饋電方式に改修されている。
「饋」が常用漢字外であることから鉄道に関する技術上の基準を定める省令などの「き電」に従い『BTき電方式』と表記されることもある。

## 誕生の背景
交流電化方式では架線およびレールに交流の電流が流れるため、電磁誘導現象により、近くの通信線などに誘導障害を与えるおそれがあった。また、交流の電気は直流の電気よりも地面に逃げやすく、電流が迷走して水道管や電話線の金属管に流れ、誘導障害のもととなることを避けなければならなかった。それだけでなく、日本での交流電化方式開発当時の鉄道通信線は、線路敷の近傍の電柱に別途架設した裸銅線の架空線が多数連なったものであり、風雨・風雪や誘導障害など様々な障害を受けやすかった。これらの現象の回避のため、レールに流れる電流を強制的に「回収」する饋電方式が必要であった。それだけでなく、レールの抵抗によりレールの電位が上昇し、感電事故を起こすことも回避しなければならなかった。
日本国外では鉄道沿線に民家が少ないことも多く、これらの手法を用いない「直接饋電方式」が採用されている区間も多い。

## 原理

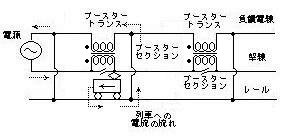
BT饋電方式の原理図

誘導障害打ち消しのため、相互に逆向きである帰線電流と架線電流を接近配置させて電磁誘導を相殺して通信障害を抑制することが考えられて、レールの帰線電流を、架線直近の帰線用の電線（負饋電線と称する）に吸い上げる方式として、巻線比が1:1で極性が互いに逆方向の吸上変圧器（BT: Booster transformer; 以下、吸上変圧器をBTと略する）を、約4 kmごとに並べ、BTを介してレールに流れる帰線電流を負饋電線に排流するシステムである。BTの働きにより架線電流と負饋電線の電流とは互いに逆方向でかつその絶対値は一致することから誘導障害の大幅な減少が見込まれるシステムである。
架線電流を吸上変圧器の巻線に接続する関係からBTのところで架線を電気的に絶縁する必要が生じる。この絶縁を「ブースターセクション」と呼ぶ。BT一次側の二つの端子を、絶縁されたそれぞれの架線端に接続する。これにより、BTは架線と直列に接続される。BTの二次側も負饋電線へ直列に挿入し、変電所から遠い方の二次端子をレールに接続する。すると、架線から車両に向けて流れる電流はBTの一次側を通り、BTの巻数比は1:1であるから、それと同じ大きさの電流が、BTによって強制的にレールから負饋電線に吸い上げられるため、車両から変電所に帰る電流は必ず負饋電線を通ることになる。同時にレールを流れる電流は直近のBTにて吸い上げられるのでレールの電位上昇を抑えることも可能になる。交流電化の線路ではレールは漏れ電流を少なくする目的で道床と絶縁体を挟んで締結してあるので、レールを流れる帰線電流は大地に「寄り道せず」、高々1セクションしか帰線電流は流れずBTを介して負饋電線に「吸い上げられる」ことになる。

## 問題点と現状

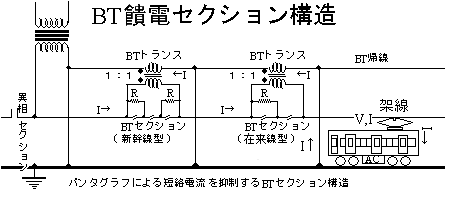
BT饋電セクション構造図

BT饋電方式では約4 kmごとにブースターセクションを設ける必要がある。原理図のとおり1つのエアセクション（二つの電気的に絶縁された架線を並べて配置する区間）にすると、列車進入時はパンタグラフに架線電流がそのまま流れセクション同士が短絡されてBTの吸い上げ機能が機能しなくなるばかりか、進出時に架線電流をパンタグラフで遮断することになるため、過大なアークが発生する。これを防ぐため、エアセクションを2つに分割し、抵抗によって電流を制限することでアークを抑えることとした。しかしながら大きなアークによる架線へのダメージは大きく、架線を断線させる事故は各地で度々発生した。特に1961年（昭和36年）、東北本線越河駅のブースターセクションで発生したアークによる架線断線事故は、BT饋電方式を東海道新幹線に採用することを決定した国鉄関係者へ、大きな衝撃を与えた。新幹線ではブースターセクション通過ごとに惰行運転するのは高速運転の支障となるため、東海道新幹線ブースターセクションを3つに分割し両端を抵抗を介して給電する対策を施した。
ブースターセクションという「弱点」を抱えつつも、当時の通信線の妨害耐性が低く、帰線電流を確実にで吸い上げるBT方式が工期の関係もあって選ばれ、分布的な解析がやりきれなかった単巻変圧器を用いるAT饋電方式は避けられた。
BT饋電方式を採用した交流区間を走る動力車は、電気的に接続されたパンタグラフを複数上げることができない。もし電気的に接続された2つのパンタグラフを上げたままブースターセクションを通過するとセクションを短絡してしまい、BTの機能を失わせてしまうばかりか、大きな架線電流が動力車の特別高圧母線を通過してしまう。これを防ぐため、在来線車両と0系車両や100系車両の1編成内の各電動車ユニットを独立させてそれぞれにパンタグラフを1基、設けることにした。したがって16両編成で0系は8基、100系は6基、パンタグラフが近接して並ぶことになった。
しかしこのことは同時に、パンタグラフの架線からの離線率の増加（AT饋電方式の項を参照）、走行抵抗の増大、大きな騒音などをもたらし、後の更なる高速化の際に重大な問題となった。また設備側でも電磁誘導による障害の発生、多数のパンタグラフによる架線の摩耗や振動、ブースタートランスが1基でも故障するとその区間の列車運行ができなくなるなど、問題が多かった。
そのため、ブースターセクションが不要であるAT饋電方式が、後の交流電化の主流となり、山陽新幹線・東北新幹線・上越新幹線、新規交流電化在来線などは、この方式が用いられている。
なお、東北・上越新幹線の開業にあたって製造された初期の200系は、特に上越新幹線や将来の北海道新幹線への延伸など、重耐雪装備を考慮した形式だったため、架線への着氷を考慮して0系同様ユニット毎のパンタグラフ設置（12Mで6基）となっていた。しかし営業運転速度の向上に伴う騒音対策（パンタグラフの実使用数の削減）のため、200系1000番台以降では、その後のE1系などの新型車両のように、特高圧引通線の採用によってパンタグラフの数を削減している。
東海道新幹線では輸送力増強のための変電所増強策を兼ねて1984年（昭和59年）からAT饋電方式と、構内同一饋電方式への変更が始まり、1991年（平成3年）に完成、これによって構内異相セクション短絡問題とブースターセクションでのアーク問題がなくなった。東北・上越新幹線の車両同様に特高圧引通線で編成全体が引き通されてからはパンタグラフの並列運転が可能となり、騒音発生源であるパンタグラフを16両編成で最終的に3基まで減らすことができた。のぞみに充当する300系では当初3基のパンタグラフを装備していたが改良によりパンタグラフを2基にまで減らすことができた。
このように欠点の多いBT饋電方式であるが、架線と並列につなぐ饋電線が本質的に不要なことと、レールから吸い上げた電流を通す帰線（負饋電線）がレールと同電位であるため架線柱の構造はシンプルで済む。一方でAT饋電方式の帰線〈AT饋電線〉は架線電圧と同じだが逆極性（＝位相差が180度）の電圧のため電線相互には架線電圧の2倍の絶縁を要する。そのためAT饋電線は離隔距離を大きくとるばかりか、絶縁に使用する碍子も架線電圧の2倍を見込む必要があるため、架線柱への装柱は設計に困難があり、BT饋電方式からAT饋電方式への変更は費用的に高くつく。それゆえに、BT饋電方式からAT饋電方式への変更は輸送力増強のための変電所強化が必要となった東海道新幹線の例にとどまり、2010年（平成22年）現在も在来線ではBT饋電方式の区間が多く存在している。